# Psilotreta
Psilotreta är ett släkte av nattsländor. Psilotreta ingår i familjen böjrörsnattsländor.

## Dottertaxa tillPsilotreta, i alfabetisk ordning[1]
- Psilotreta abudeb
- Psilotreta aëllo
- Psilotreta aidoneus
- Psilotreta albogera
- Psilotreta amera
- Psilotreta androconiata
- Psilotreta assamensis
- Psilotreta baureo
- Psilotreta bidens
- Psilotreta chinensis
- Psilotreta daidalos
- Psilotreta daktylos
- Psilotreta daphnis
- Psilotreta dardanos
- Psilotreta falcula
- Psilotreta frigidaria
- Psilotreta frontalis
- Psilotreta illuan
- Psilotreta indecisa
- Psilotreta japonica
- Psilotreta jaroschi
- Psilotreta kisoensis
- Psilotreta kwantungensis
- Psilotreta labida
- Psilotreta lobopennis
- Psilotreta locumtenens
- Psilotreta ochina
- Psilotreta orientalis
- Psilotreta papaceki
- Psilotreta pyonga
- Psilotreta quadrata
- Psilotreta quin
- Psilotreta quinlani
- Psilotreta rossi
- Psilotreta rufa
- Psilotreta schmidi
- Psilotreta spitzeri
- Psilotreta trispinosa
- Psilotreta watananikorni